# Station Hedge End
Hedge End is een spoorwegstation van National Rail in Hedge End, Eastleigh in Engeland. Het station is eigendom van Network Rail en wordt beheerd door South Western Railway. Het station is geopend in 1990.